# Грядецкое
Грядецкое — озеро в западной части Тверской области, расположенное на территории Речанского сельского поселения Торопецкого района. Принадлежит бассейну Западной Двины.
Расположено на высоте 193,8 метров над уровнем моря. Длина озера 2,8 км, ширина до 2,7 км. Площадь водной поверхности — 4,42 км². В озеро впадают несколько небольших ручьёв, вытекает река Гречиха (бассейн Торопы).
На южном берегу Грядецкого озера расположены деревни Грядцы и Шейкино, на северном — Лукьяново, на западном — Лоховка.